# Janet Foxley
Janet Foxley (* 1944/1945 in Leicester) ist eine britische Kinderbuchautorin.

## Leben
Foxley wurde gegen Ende des Zweiten Weltkrieges in Leicester geboren. Ihren in Indien stationierten Vater sah sie das erste Mal im Alter von annähernd zwei Jahren. Ihre Jugend war geprägt von mehrmaligen Umzügen, die ihre Familie in verschiedene nordenglische Städte brachte. Nach Beendigung der Schule studierte sie an der Newcastle University. Nach dem Studium lebte sie kurzzeitig in Deutschland. Wieder zurück in England heiratete sie. Aus der Ehe gingen zwei Kinder hervor. Ursprünglich in einer Universitätsverwaltung tätig, begann sie nach ihrer Pensionierung Kinderbücher zu veröffentlichen.
Für Munkel Trogg, den ersten Band um die Abenteuer des „kleinsten Riesen der Welt“, gewann sie den Kinderliteraturwettbewerb der Times und das Werk wurde für diverse weitere Kinderbuchpreise nominiert. Für Victoria Street No. 17 – Das Geheimnis der Schildkröte erhielt sie 2016 die Ulmer Unke.
Foxley lebt heute mit ihrem Ehemann in Carlisle in der Grafschaft Cumbria.

## Veröffentlichungen (Auswahl)
- Midsummer Legend
- The House in the Forest - Collins Big Cat Band 12
- Munkel Trogg: Der kleinste Riese der Welt (engl.: Muncle Trogg)
- Munkel Trogg: Der kleinste Riese der Welt und der fliegende Esel (engl.: Muncle Trogg and the flying Donkey)
- Munkel Trogg: Der kleinste Riese der Welt und der große Drachenflug